# كيفن باول
كيفن باول (بالإنجليزية: Kevin Paul) هو سباح جنوب أفريقي، ولد في 30 يونيو 1991 في بورت إليزابيث في جنوب أفريقيا.